# Апинис, Айгар
Айгар(с) Апинис (латыш. Aigars Apinis; род. 9 июня 1973, (на территории совр.) Бирзгальская волость, Огрский район) — латвийский спортсмен. Чемпион паралимпийских игр.

## Биография
Стал инвалидом после неудачного прыжка в воду в 1992 году. Участвует в классе F53. Спортивную карьеру начал в 1998 году.
В 2007 году избран президентом Латвийской федерации спорта инвалидов.
Осенью 2010 года Апинис вызвал резонанс в обществе, заявив, что готов продать свою бронзовую медаль Паралимпийских игр 2000 года в Сиднее (первая паралимпийская медаль в истории Латвии) на аукционе, чтобы обеспечить Паралимпийский комитет Латвии средствами, что позволит латвийской делегации принять участие в чемпионате мира по легкой атлетике МПК 2011 года.

## Спортивные достижения
- 2008. Паралимпийские игры (Пекин, Китай) — 1-е место — ядро; 2-е место — диск
- 2007. Чемпионат мира IWAS (Тайбэй, Тайвань) — 1 место — диск; 1 место — ядро
- 2006. Чемпионат мира IPC (Ассен, Нидерланды) — 1-е место — диск; 3-е место — ядро
- 2005. Чемпионат мира IWAS (Рио-де-Жанейро, Бразилия) — 1-е место — ядро; 1-е место — диск
- Открытый чемпионат Европы IPC (Эспо, Финляндия) — 1-е место — диск; 3-е место — ядро; 3-е место — копье
- Чемпионат Европы (Эспо, Финляндия) — 1-е место — диск; 3-е место — ядро; 3-е место — копье
- 2004. Паралимпийские игры (Афины, Греция) — 1-е место — диск, 4-е место — ядро
- 2003. Чемпионат Европы IPC (Ассен, Нидерланды) — 1-е место — диск; 3-е место — ядро; 3-е место — копье
- 2002. Чемпионат мира IPC (Лилль, Франция) — 1-е место — диск; 4-е место — ядро
- 2000. Паралимпийские игры (Сидней, Австралия) — 3-е место — диск; 3-е место — ядро
- мировой рекорд (20,47 м)[2]

## Награды
- Орден Трёх звезд IV степени[3].